# Ngham
Ngham est une localité du Cameroun située dans la commune d’Oku (Elak-Oku) et le département du Bui.

## Population
Lors du recensement de 2005, on a dénombré 1 265 personnes : soit 664 femmes et 601 hommes.